# Terres de la Vistule
 (février 2023).
La mise en forme du texte ne suit pas les recommandations de Wikipédia : il faut le « wikifier ».
Les points d'amélioration suivants sont les cas les plus fréquents. Le détail des points à revoir est peut-être précisé sur la page de discussion.
- Les titres sont pré-formatés par le logiciel. Ils ne sont ni en capitales, ni en gras.
- Le texte ne doit pas être écrit en capitales (les noms de famille non plus), ni en gras, ni en italique, ni en « petit »…
- Le gras n'est utilisé que pour surligner le titre de l'article dans l'introduction, une seule fois.
- L'italique est rarement utilisé : mots en langue étrangère, titres d'œuvres, noms de bateaux, etc.
- Les citations ne sont pas en italique mais en corps de texte normal. Elles sont entourées par des guillemets français : « et ».
- Les listes à puces sont à éviter, des paragraphes rédigés étant largement préférés. Les tableaux sont à réserver à la présentation de données structurées (résultats, etc.).
- Les appels de note de bas de page (petits chiffres en exposant, introduits par l'outil «  Source ») sont à placer entre la fin de phrase et le point final[comme ça].
- Les liens internes (vers d'autres articles de Wikipédia) sont à choisir avec parcimonie. Créez des liens vers des articles approfondissant le sujet. Les termes génériques sans rapport avec le sujet sont à éviter, ainsi que les répétitions de liens vers un même terme.
- Les liens externes sont à placer uniquement dans une section « Liens externes », à la fin de l'article. Ces liens sont à choisir avec parcimonie suivant les règles définies. Si un lien sert de source à l'article, son insertion dans le texte est à faire par les notes de bas de page.
- La présentation des références doit suivre les conventions bibliographiques. Il est recommandé d'utiliser les modèles {{Ouvrage}}, {{Chapitre}}, {{Article}}, {{Lien web}} et/ou {{Bibliographie}}. Le mode d'édition visuel peut mettre en forme automatiquement les références.
- Insérer une infobox (cadre d'informations à droite) n'est pas obligatoire pour parachever la mise en page.

Pour une aide détaillée, merci de consulter Aide:Wikification.
Si vous pensez que ces points ont été résolus, vous pouvez retirer ce bandeau et améliorer la mise en forme d'un autre article.
1867–1915
Le pays de la Vistule,, ou Terres de la Vistule, (russe : Привислинский край, Privislinsky krai ; polonais : Kraj Nadwiślański) est le nom donné aux terres de la Pologne lors du royaume du Congrès à partir de 1867, à la suite des défaites du soulèvement de novembre (1830-1831) et du soulèvement de janvier (1863-1864), car il est de plus en plus privé d'autonomie et incorporé à l'Empire russe. Il reste officiellement connu sous le nom de royaume de Pologne (polonais : Królestwo Polskie) jusqu'à la chute de l'empire russe[a].
La Russie perd le contrôle de la région en 1915, au cours de la Première Guerre mondiale. À la suite de la révolution d'Octobre 1917, elle est officiellement cédée aux puissances centrales aux termes du traité de Brest-Litovsk de 1918.

## Histoire
En 1831, au lendemain de l'insurrection de novembre, l'armée polonaise, la Constitution du royaume de Pologne, son parlement (Sejm (en)) et l'autonomie locale sont dissous. La constitution est remplacée par la loi organique du royaume de Pologne. De plus, toutes les universités sont fermées et remplacées plusieurs années plus tard par des lycées russophones.
Pendant une courte période, le territoire maintient un certain degré d'autonomie. L'ancien royaume de Pologne continue à utiliser la monnaie polonaise (złoty) et le Conseil d'administration conserve certains de ses privilèges (bien qu'il soit directement contrôlé par le gouverneur russe, le maréchal Ivan Paskevich). Cependant, en 1832, la monnaie et la frontière douanière sont abolies, tout comme le système métrique et le code pénal polonais qui est remplacé par le code pénal russe. L'Église catholique subit des persécutions et la plupart des monastères sont fermés et nationalisés. En 1839, à la suite du synode de Polotsk, l'Église gréco-catholique se dissout et s'unit à l'Église orthodoxe russe.
Après 1837, toutes les voïvodies qui constituent le royaume de Pologne sont transformées en gubernias et deviennent une partie intégrante de la division administrative russe, dirigée directement par les tsars russes.
Après le soulèvement de janvier 1863, les armoiries du royaume du Congrès sont abandonnées, la langue polonaise est interdite de bureau et d'éducation et le processus d'incorporation des gubernias polonais et de russification de son administration s'achève.
La réforme de 1867, initiée après l'échec du soulèvement de janvier, vise à lier plus étroitement le royaume de Pologne à la structure administrative de l'Empire russe. Il divise les gouvernements plus grands en plus petits et introduit une nouvelle entité de niveau inférieur nommée gmina.
Les armoiries du royaume de Pologne sont abolies à cette époque.
Malgré l'abolition du royaume de Pologne, les tsars de Russie conservèrent le titre de tsar de Pologne.
Le territoire est une vice-royauté (namestnichestvo) jusqu'en 1875 et plus tard un gouvernement général, gouverné par les Namestniks et les gouverneurs généraux de Pologne.
Dans les années 1880, la langue officielle change au russe et l'usage officiel et éducatif du polonais est interdit.
Le nom de Pays de la Vistule apparait pour la première fois dans des documents officiels en 1888 bien que des études plus récentes remontent à 1883.
Une réforme mineure de 1893 transfère une partie du territoire des gouvernements de Płock et de Łomża au gouvernement de Varsovie. Une réforme plus étendue de 1912 crée un nouveau gouvernement (Chełm) à partir de certaines parties des gouvernements de Siedlce et de Lublin. Cependant, cela est séparé du kraï de Privislinsky et intégré au kraï du sud-ouest de l'Empire russe, afin de faciliter sa russification.

### Première Guerre mondiale
La Première Guerre mondiale étend le contrôle russe sur la Pologne après que l'armée impériale russe marque une série de premières victoires contre l'Autriche-Hongrie sur le front de l'Est et la Galice orientale. En moins d'un an, l'armée austro-hongroise et l'armée impériale allemande réoccupent le territoire et contre-attaquent en Pologne russe lors de l'offensive Gorlice-Tarnów. Au cours de la bataille de Varsovie (1915) qui sonne la retraite de l'armée impériale russe, elle pille puis abandonne le royaume de Pologne, essayant d'imiter la politique de la terre brûlée adoptée lors de l'invasion de 1812,. Les Russes expulsent et déportent des centaines de milliers d'habitants de la région qu'ils soupçonnent de collaborer avec l'ennemi,,.
Alors que les Russes se retirent, les puissances centrales occupent la région (1915) ; par la suite, ils proposent l'établissement du royaume de Pologne. Dans le traité de Brest-Litovsk, en mars 1918, la Russie (alors impliquée dans une guerre civile) cède tous les territoires polonais qu'elle possède à l'Empire allemand et à l'Autriche-Hongrie.

## Remarques
a^ Plusieurs sources (ci-dessous) s'accordent à dire qu'après la chute du soulèvement de janvier 1864, l'autonomie de la Pologne du Congrès est considérablement réduite. Cependant, ils ne s'accordent pas sur le point de savoir si l'État du royaume de Pologne (familièrement connu sous le nom de Pologne du Congrès) est officiellement remplacé par la Vistule en tant que province de l'Empire russe, car de nombreuses sources utilisent encore le terme Pologne du Congrès pour la période post-1864. Les sources ne savent pas non plus quand le royaume de Pologne (ou la terre de la Vistule) cesse officiellement d'exister; certains soutiennent un terme avec la prise de contrôle par les autorités d'occupation allemandes et austro-hongroises; d'autres, par la proclamation du royaume de régence de Pologne en 1916; enfin, certains soutiennent qu'il ne s'est produit qu'avec la création de la Deuxième République polonaise indépendante en 1918. Exemples:
- Académie polonaise des sciences, Institut d'organisation géographique et spatiale, p. 539, 
  - (en Polonais) Mimo wprowadzenia oficjalnej nazwy Kraj Przywiślański terminy Królestwo Polskie, Królestwo Kongresowe lub w skrócie Kongresówka były nadal używane, zarówno w języku potocznym jak iw niektórych publikacjach.
  - (en Français) Malgré l'introduction du nom officiel de Terres de la Vistule, des termes tels que royaume de Pologne, Pologne du Congrès ou, en bref, Kongresówka sont encore utilisés, à la fois dans le langage courant et dans certaines publications.
- POWSTANIE STYCZNIOWE, Encyklopedia Interia :
  - (en Polonais) po upadku powstania zlikwidowano ostatnie elementy autonomii Królestwa Pol. (łącznie z nazwą), przekształcając je w "Kraj Przywiślański" ;
  - (en Français) après la chute du soulèvement, les derniers éléments d'autonomie du royaume de Pologne (y compris le nom) sont abolis, le transformant en "Terre de la Vistule";
- Królestwo Polskie. Encyclopédie WIEM :
  - (en Polonais) "Królestwo Polskie po powstaniu styczniowym : Nazwę Królestwa Polskiego zastąpiła, w urzędowej terminologii, nazwa Kraj Przywiślański." [...] "Po rewolucji 1905-1907 w Królestwie Polskim..." [...] "W latach 1914-1916 Królestwo Polskie stało się...".
  - (en Français) "Royaume de Pologne après le soulèvement de janvier : le nom royaume de Pologne est remplacé, dans les documents officiels, par le nom de terre de la Vistule." Cependant, le même article déclare également de manière incohérente: "Après la révolution 1905-1907 dans le royaume de Pologne" et "Dans les années 1914-1916, le royaume de Pologne est devenu...".
- Królestwo Polskie, Królestwo Kongresowe, Encyklopedia PWN :
  - (en Polonais) 1915–18 pod okupacją niem. i austro-węgierską ; KP przestało istnieć po powstaniu II RP (XI 1918).
  - (en Français) [Pologne du Congrès] sous occupation allemande et austro-hongroise de 1915 à 1918; KP [abréviation de Królestwo Polskie (royaume de Pologne)] a finalement été aboli après la création de la Deuxième République polonaise en novembre 1918